# ミケランジェロ・ロッシ
ミケランジェロ・ロッシ（Michelangelo Rossi, 1601年または1602年 - 1656年）は、イタリアの作曲家、ヴァイオリニスト、オルガニスト。

## 生涯
ジェノヴァ出身。聖ロレンツォ教会で叔父のレリオ・ロッシで音楽の手ほどきを受けた。1624年にマウリツィオ・サヴォイア枢機卿に仕えた。この頃にマドリガーレ作曲家のシジズモンド・ディンディアと鍵盤楽曲作曲家のジローラモ・フレスコバルディと出会っており、師事した可能性がある。この時期の彼のマドリガーレはディンディアの影響が色濃い。やがてマウリツィオ・サヴォイアの宮廷を辞しているが、状況は不明である。
その後、大貴族のタッデオ・バルベリーニに仕え、1633年に最初のオペラ『ヨルダンのエルミニア』がバルベリーニ宮殿の劇場で初演され、4年後に印刷譜が出版された。1638年に2作目のオペラ『アンドロメダ』がフェラーラで初演された。1649年にはすでにローマに戻っており、カミッロ・パンフィリ（教皇インノケンティウス10世の一族）のもとに滞在していた。
生前はヴァイオリニストとして有名であったが、現在では鍵盤楽曲の作曲家として名を残している。特に半音階を駆使した『10のトッカータ』が著名である。様式的にはフレスコバルディ、カルロ・ジェズアルド、ヨハン・ヤーコプ・フローベルガーとの親近性が指摘されるが、その中で独自の音楽を形成している。

## 文献
- Rossi, Michelangelo The Madrigals of Michelangelo Rossi. Edited by Brian Mann. 240 p., 6 halftones, 7 musical examples, 1 table. 9 x 12 2002 Series: (MRM) Monuments of Renaissance Music ISBN 978-0-226-50338-7 (ISBN 0-226-50338-0), 2003